# Unsere Besten
Unsere Besten (Người ưu tú nhất của chúng ta) là một chương trình bầu chọn do đài truyền hình ZDF của Đức tổ chức năm 2003 để tìm ra 200 người Đức được coi là vĩ đại nhất trong lịch sử. Chương trình này được thực hiện mô phỏng theo chương trình 100 Greatest Britons của đài BBC.

## Danh sách
| TT  | Nhân vật                                  | Thời gian sống         | Vai trò                                                                                  |
| --- | ----------------------------------------- | ---------------------- | ---------------------------------------------------------------------------------------- |
| 01  | Konrad Adenauer                           | 1876-1967              | Thủ tướng Tây Đức giai đoạn 1949-1963                                                    |
| 02  | Martin Luther                             | 1483-1546              | Nhà thần học, người mở đầu cho Cải cách Kháng Cách                                       |
| 03  | Karl Marx                                 | 1818-1883              | Nhà tư tưởng, tác giả của Chủ nghĩa xã hội khoa học                                      |
| 04  | Sophie và Hans Scholl                     | 1921/1918-1943         | Thành viên tổ chức thanh niên die Weiße Rose chống Đức quốc xã                           |
| 05  | Willy Brandt                              | 1913-1992              | Thủ tướng Tây Đức giai đoạn 1969-1974, tác giả chính sách Ostpolitik                     |
| 06  | Johann Sebastian Bach                     | 1685-1750              | Nhà soạn nhạc                                                                            |
| 07  | Johann Wolfgang von Goethe                | 1749-1832              | Tác gia vĩ đại nhất của văn học Đức                                                      |
| 08  | Johannes Gutenberg                        | 1400-1468              | Người phát minh kỹ thuật in chữ rời ở châu Âu                                            |
| 09  | Otto von Bismarck                         | 1815-1898              | Thủ tướng Đức giai đoạn 1871-1890                                                        |
| 10  | Albert Einstein                           | 1879-1955              | Nhà vật lý, giải Nobel Vật lý, tác giả Thuyết tương đối                                  |
| 11  | Adolph Kolping                            | 1813-1865              | Tu sĩ                                                                                    |
| 12  | Ludwig van Beethoven                      | 1770-1827              | Nhà soạn nhạc                                                                            |
| 13  | Helmut Kohl                               | 1930–                  | Thủ tướng Tây Đức giai đoạn 1982-1990, thủ tướng nước Đức thống nhất giai đoạn 1990-1998 |
| 14  | Robert Bosch                              | 1861-1942              | Nhà công nghiệp và nhà phát minh                                                         |
| 15  | Daniel Küblböck                           | 1985–                  | Ca sĩ                                                                                    |
| 16  | Konrad Zuse                               | 1910-1995              | Nhà khoa học máy tính                                                                    |
| 17  | Josef Kentenich                           | 1885-1968              | Tu sĩ                                                                                    |
| 18  | Albert Schweitzer                         | 1875-1965              | Nhà y học và nhà hoạt động từ thiện                                                      |
| 19  | Karlheinz Böhm                            | 1928-                  | Diễn viên                                                                                |
| 20  | Wolfgang Amadeus Mozart                   | 1756-1791              | Nhà soạn nhạc                                                                            |
| 21  | Helmut Schmidt                            | 1918–                  | Thủ tướng Tây Đức giai đoạn 1974-1982                                                    |
| 22  | Regine Hildebrandt                        | 1941-2001              | Nhà chính trị                                                                            |
| 23  | Alice Schwarzer                           | 1942–                  | Nhà báo                                                                                  |
| 24  | Thomas Gottschalk                         | 1950-                  | Người dẫn chương trình                                                                   |
| 25  | Herbert Grönemeyer                        | 1956-                  | Nhạc sĩ                                                                                  |
| 26  | Michael Schumacher                        | 1969–                  | Tay đua Công thức 1                                                                      |
| 27  | Ludwig Erhard                             | 1897-1977              | Thủ tướng Tây Đức giai đoạn 1963-1966                                                    |
| 28  | Wilhelm Conrad Röntgen                    | 1845-1923              | Nhà vật lý, giải Nobel Vật lý đầu tiên                                                   |
| 29  | Günther Jauch                             | 1956-                  | Nhà báo, người dẫn chương trình                                                          |
| 30  | Dieter Bohlen                             | 1954–                  | Ca sĩ, diễn viên, cựu thành viên nhóm Modern Talking                                     |
| 31  | Jan Ullrich                               | 1973–                  | Vận động viên đua xe đạp                                                                 |
| 32  | Steffi Graf                               | 1969–                  | Nữ vận động viên tennis                                                                  |
| 33  | Samuel Hahnemann                          | 1755-1843              | Nhà dược lý                                                                              |
| 34  | Dietrich Bonhoeffer                       | 1906-1945              | Nhà thần học, nạn nhân của Đức quốc xã                                                   |
| 35  | Boris Becker                              | 1967-                  | Vận động viên tennis                                                                     |
| 36  | Franz Beckenbauer                         | 1945-                  | Cầu thủ, huấn luyện viên bóng đá                                                         |
| 37  | Oskar Schindler                           | 1908-1974              | Nhà công nghiệp, tham gia che giấu người Do Thái trong Thế chiến thứ hai                 |
| 38  | Nena                                      | 1960–                  | Ca sĩ                                                                                    |
| 39  | Hans-Dietrich Genscher                    | 1927–                  | Nhà chính trị                                                                            |
| 40  | Heinz Rühmann                             | 1902-1994              | Diễn viên                                                                                |
| 41  | Harald Schmidt                            | 1957–                  | Diễn viên                                                                                |
| 42  | Friedrich II của Phổ                      | 1712-1786              | Vua Phổ từ 1740 đến 1786                                                                 |
| 43  | Immanuel Kant                             | 1724-1804              | Triết gia                                                                                |
| 44  | Patrick Lindner                           | 1960–                  | Ca sĩ                                                                                    |
| 45  | Hartmut Engler                            | 1961–                  | Ca sĩ                                                                                    |
| 46  | Hildegard von Bingen                      | 1098-1179              | Nữ tu sĩ, nhà thơ, nhà soạn nhạc                                                         |
| 47  | Heino                                     | 1938–                  | Ca sĩ                                                                                    |
| 48  | Richard von Weizsäcker                    | 1920–                  | Tổng thống Cộng hòa Liên bang Đức giai đoạn 1984-1994                                    |
| 49  | Claus Graf Schenk von Stauffenberg        | 1907-1944              | Sĩ quan quân đội Đức quốc xã, tác giả vụ mưu sát không thành Adolf Hitler                |
| 50  | Marlene Dietrich                          | 1901-1992              | Ca sĩ, diễn viên                                                                         |
| 51  | Robert Koch                               | 1843-1910              | Nhà y học, giải Nobel Sinh lý và Y khoa                                                  |
| 52  | Joschka Fischer                           | 1948–                  | Ngoại trưởng Đức và phó thủ tướng Đức giai đoạn 1998-2005                                |
| 53  | Karl May                                  | 1842-1912              | Nhà văn                                                                                  |
| 54  | Loriot                                    | 1923–                  | Nghệ sĩ châm biếm                                                                        |
| 55  | Albertus Magnus                           | 1200-1280              | Học giả                                                                                  |
| 56  | Rudi Völler                               | 1960-                  | Cầu thủ, huấn luyện viên bóng đá                                                         |
| 57  | Heinz Erhardt                             | 1909-1979              | Diễn viên kịch                                                                           |
| 58  | Roy Black                                 | 1943-1991              | Ca sĩ, diễn viên                                                                         |
| 59  | Heinz-Harald Frentzen                     | 1967-                  | Tay đua Công thức 1                                                                      |
| 60  | Wolfgang Apel                             | 1951–                  | Nhà hoạt động bảo vệ động vật                                                            |
| 61  | Alexander von Humboldt                    | 1769-1859              | Nhà khoa học                                                                             |
| 62  | Peter Kraus                               | 1939–                  | Ca sĩ                                                                                    |
| 63  | Wernher von Braun                         | 1912-1977              | Nhà khoa học tên lửa                                                                     |
| 64  | Dirk Nowitzki                             | 1978–                  | Vận động viên bóng rổ                                                                    |
| 65  | Andreas Frege                             | 1962–                  | Ca sĩ của nhóm Die Toten Hosen                                                           |
| 66  | Franz Josef Strauß                        | 1915-1988              | Chính trị gia                                                                            |
| 67  | Sebastian Kneipp                          | 1821-1897              | Nhà y học                                                                                |
| 68  | Friedrich Schiller                        | 1759-1805              | Nhà thơ, nhà văn                                                                         |
| 69  | Richard Wagner                            | 1813-1883              | Nhà soạn nhạc                                                                            |
| 70  | Katarina Witt                             | 1965-                  | Nữ vận động viên trượt băng nghệ thuật                                                   |
| 71  | Fritz Walter                              | 1920-2002              | Đội trưởng đội tuyển bóng đá Tây Đức vô địch World Cup 1954                              |
| 72  | Nicole                                    | 1964-                  | Ca sĩ                                                                                    |
| 73  | Friedrich von Bodelschwingh               | 1831-1910              | Tu sĩ                                                                                    |
| 74  | Otto Lilienthal                           | 1848-1896              | Nhà phát minh tiên phong trong lĩnh vực hàng không                                       |
| 75  | Marion Gräfin Dönhoff                     | 1909-2002              | Nhà báo                                                                                  |
| 76  | Thomas Mann                               | 1875-1955              | Nhà văn                                                                                  |
| 77  | Hermann Hesse                             | 1877-1962              | Nhà văn                                                                                  |
| 78  | Romy Schneider                            | 1938-1982              | Diễn viên                                                                                |
| 79  | Sven Hannawald                            | 1974-                  | Vận động viên trượt băng                                                                 |
| 80  | Elisabeth xứ Bayern                       | 1837-1898              | Hoàng hậu Áo-Hung giai đoạn 1854-1898                                                    |
| 81  | Willy Millowitsch                         | 1909-1999              | Diễn viên                                                                                |
| 82  | Gerhard Schröder                          | 1944–                  | Thủ tướng Đức giai đoạn 1998-2005                                                        |
| 83  | Joseph Beuys                              | 1921-1986              | Nghệ sĩ                                                                                  |
| 84  | Friedrich Nietzsche                       | 1844-1900              | Triết gia                                                                                |
| 85  | Rudi Dutschke                             | 1940-1979              | Thủ lĩnh phong trào sinh viên thập niên 1960                                             |
| 86  | Karl Lehmann                              | 1936-                  | Tu sĩ                                                                                    |
| 87  | Beate Uhse                                | 1919-2001              | Nhà kinh doanh                                                                           |
| 88  | Trümmerfrauen                             |                        | Các nữ công nhân đã giúp khôi phục nước Đức sau Thế chiến thứ hai                        |
| 89  | Carl Friedrich Gauss                      | 1777-1855              | Nhà toán học                                                                             |
| 90  | Helmut Rahn                               | 1929-2003              | Cầu thủ bóng đá                                                                          |
| 91  | Albrecht Dürer                            | 1471-1528              | Nghệ sĩ                                                                                  |
| 92  | Max Schmeling                             | 1905-2005              | Vận động viên quyền Anh                                                                  |
| 93  | Karl Benz                                 | 1844-1929              | Nhà phát minh ô tô                                                                       |
| 94  | Friedrich II của Thánh chế La Mã          | 1194-1250              | Hoàng đế Đế quốc La Mã thần thánh                                                        |
| 95  | Reinhard Mey                              | 1942-                  | Ca sĩ, nhạc sĩ                                                                           |
| 96  | Heinrich Heine                            | 1797-1856              | Nhà thơ, nhà văn                                                                         |
| 97  | Georg Elser                               | 1903-1945              | Người ám sát không thành Adolf Hitler                                                    |
| 98  | Konrad Duden                              | 1829-1911              | Nhà ngôn ngữ học                                                                         |
| 99  | James Last                                | 1929-                  | Nhà soạn nhạc                                                                            |
| 100 | Uwe Seeler                                | 1936–                  | Cầu thủ bóng đá                                                                          |
| 101 | Jenny de la Torre Castro                  | 1954-                  | Nhà hoạt động từ thiện                                                                   |
| 102 | Erich Gutenberg                           | 1897-1984              | Nhà kinh tế học                                                                          |
| 103 | Emanuel Lasker                            | 1868-1941              | Kỳ thủ cờ vua                                                                            |
| 104 | Rudolf Steiner                            | 1861-1925              | Triết gia                                                                                |
| 105 | Edith Stein                               | 1891-1942              | Nhà thần học                                                                             |
| 106 | Farin Urlaub                              | 1963-                  | Ca sĩ, thành viên nhóm Die Ärzte                                                         |
| 107 | Xavier Naidoo                             | 1971-                  | Ca sĩ                                                                                    |
| 108 | Nicolaus Copernicus                       | 1473-1543              | Nhà thiên văn học                                                                        |
| 109 | Adam Riese                                | 1492-1559              | Nhà toán học                                                                             |
| 110 | Gottlieb Daimler                          | 1834-1900              | Nhà phát minh ô tô                                                                       |
| 111 | Erich Kästner                             | 1899-1974              | Nhà văn                                                                                  |
| 112 | Rosa Luxemburg                            | 1871-1919              | Nữ chính trị gia                                                                         |
| 113 | Bertolt Brecht                            | 1898-1956              | Nhà viết kịch                                                                            |
| 114 | Theodor Heuss                             | 1884-1963              | Chính trị gia                                                                            |
| 115 | Otto I của Thánh chế La Mã                | 912-973                | Hoàng đế Đế quốc La Mã thần thánh                                                        |
| 116 | Sigmund Freud                             | 1856-1939              | Cha đẻ của Phân tâm học                                                                  |
| 117 | Christine Licci                           | 1964-                  | Giám đốc ngân hàng Citibank                                                              |
| 118 | Wilhelm Busch                             | 1832-1908              | Nhà văn                                                                                  |
| 119 | Hildegard Hamm-Brücher                    | 1921-                  | Chính trị gia                                                                            |
| 120 | Udo Lindenberg                            | 1946-                  | Ca sĩ, nhạc sĩ                                                                           |
| 121 | Eugen Drewermann                          | 1940–                  | Nhà thần học                                                                             |
| 122 | Ferdinand Sauerbruch                      | 1875-1951              | Nhà y học                                                                                |
| 123 | Peter Maffay                              | 1949–                  | Ca sĩ, nhạc sĩ                                                                           |
| 124 | Josef Frings                              | 1887-1978              | Tu sĩ                                                                                    |
| 125 |                                           |                        |                                                                                          |
| 126 | Max Planck                                | 1858-1947              | Nhà vật lý, giải Nobel Vật lý                                                            |
| 127 | Johannes Rau                              | 1931-2006              | Tổng thống Cộng hòa Liên bang Đức giai đoạn 1999-2004                                    |
| 128 | Anh em nhà Grimm                          | 1785-1863 và 1786-1859 | Nhà ngôn ngữ học và sưu tầm truyện cổ tích                                               |
| 129 | Bá tước Münchhausen                       | 1720-1797              | Nhà quý tộc, tác giả Những cuộc phiêu lưu kỳ lạ của bá tước Münchhausen                  |
| 130 | Wilhelm II của Đức                        | 1859-1941              | Hoàng đế Đức cuối cùng                                                                   |
| 131 | Rudolf Augstein                           | 1923-2002              | Nhà báo                                                                                  |
| 132 | Heinrich Böll                             | 1917-1985              | Nhà văn                                                                                  |
| 133 | Ralf Schumacher                           | 1975-                  | Tay đua Công thức I, em trai của Michael Schumacher                                      |
| 134 | Anne Frank                                | 1929-1944              | Nạn nhân Holocaust, tác giả Nhật ký Anne Frank                                           |
| 135 | Friedrich I của đế quốc La Mã thần thánh  | 1122-1190              | Hoàng đế Đế quốc La Mã thần thánh                                                        |
| 136 | Sigmund Jähn                              | 1937-                  | Người Đức đầu tiên bay vào vũ trụ                                                        |
| 137 | Franziska van Almsick                     | 1979-                  | Vận động viên bơi lội                                                                    |
| 138 | Clemens August Graf von Galen             | 1878-1946              | Nhà thần học và người tham gia kháng chiến chống Đức quốc xã                             |
| 139 | Ludwig II của Bayern                      | 1845-1886              | Vua xứ Bayern                                                                            |
| 140 | Carl Friedrich Zeiss                      | 1816-1888              | Nhà vật lý                                                                               |
| 141 | Hildegard Knef                            | 1925-2002              | Ca sĩ, diễn viên                                                                         |
| 142 | Levi Strauss                              | 1829-1902              | Nhà kinh doanh, người sáng chế ra quần bò                                                |
| 143 | Sepp Herberger                            | 1897-1977              | Huấn luyện viên đội tuyển bóng đá Tây Đức vô địch World Cup 1954                         |
| 144 | Klaus Kinski                              | 1926-1991              | Diễn viên                                                                                |
| 145 | Werner von Siemens                        | 1816-1892              | Nhà vật lý, nhà kinh doanh                                                               |
| 146 | Ferdinand Porsche                         | 1875-1951              | Nhà sản xuất ô tô                                                                        |
| 147 | Peter Scholl-Latour                       | 1924–                  | Nhà báo                                                                                  |
| 148 | August Heinrich Hoffmann von Fallersleben | 1798-1874              | Tác giả phần lời của Quốc ca Đức                                                         |
| 149 | Siegfried và Roy                          | 1939- và 1944-         | Nghệ sĩ xiếc                                                                             |
| 150 | Christoph Langen                          | 1962-                  | Vận động viên trượt băng tốc độ                                                          |
| 151 | Michelle                                  | 1974-                  | Ca sĩ                                                                                    |
| 152 | Manfred von Ardenne                       | 1907-1997              | Nhà vật lý                                                                               |
| 153 | Gottfried Leibniz                         | 1646-1716              | Học giả                                                                                  |
| 154 | Arthur Schopenhauer                       | 1788-1860              | Triết gia                                                                                |
| 155 | Kurt Tucholsky                            | 1890-1935              | Nhà văn                                                                                  |
| 156 | Karl và Theo Albrecht                     | 1920- và 1922-         | Chủ hãng siêu thị Aldi                                                                   |
| 157 | Joseph Ratzinger                          | 1927-                  | Tu sĩ (trở thành Giáo hoàng Benedict XVI từ năm 2005)                                    |
| 158 | Werner Heisenberg                         | 1901-1976              | Nhà vật lý, giải Nobel Vật lý                                                            |
| 159 | Harald Juhnke                             | 1929-2005              | Diễn viên                                                                                |
| 160 | Till Eulenspiegel                         |                        | Nhân vật ngụ ngôn                                                                        |
| 161 | Götz George                               | 1938-                  | Diễn viên                                                                                |
| 162 | Rudolf Diesel                             | 1858-1913              | Nhà phát minh động cơ diesel                                                             |
| 163 | Stefan Raab                               | 1966-                  | Người dẫn chương trình                                                                   |
| 164 | Hans Albers                               | 1891-1960              | Ca sĩ, diễn viên                                                                         |
| 165 | Nina Hagen                                | 1954–                  | Ca sĩ                                                                                    |
| 166 | Johannes Kepler                           | 1571-1630              | Nhà thiên văn học                                                                        |
| 167 | Hans Rosenthal                            | 1925-1987              | Người dẫn chương trình                                                                   |
| 168 | Rupert Neudeck                            | 1939-                  | Nhà y học và hoạt động từ thiện                                                          |
| 169 | Dieter Hildebrandt                        | 1927-                  | Diễn viên kịch                                                                           |
| 170 | Marie-Theres Kroetz Relin                 | 1966-                  | Diễn viên                                                                                |
| 171 | Kilian Saum                               | 1958-                  | Tu sĩ                                                                                    |
| 172 | Hans Söllner                              | 1955-                  | Ca sĩ                                                                                    |
| 173 | Gregor Gysi                               | 1948-                  | Chính trị gia                                                                            |
| 174 | Arminius                                  | 17 TCN-21              | Người lãnh đạo tộc Cherusker đánh bại quân đội của Đế quốc La Mã                         |
| 175 | Günter Grass                              | 1927-                  | Nhà văn, giải Nobel Văn học                                                              |
| 176 | Inge Meysel                               | 1910-2004              | Diễn viên                                                                                |
| 177 | Hans Hartz                                | 1943-2002              | Nhạc sĩ                                                                                  |
| 178 | Karl Lagerfeld                            | 1938-                  | Nhà tạo mốt                                                                              |
| 179 | Oliver Kahn                               | 1969-                  | Cầu thủ bóng đá                                                                          |
| 180 | Gerd Müller                               | 1945-                  | Cầu thủ bóng đá                                                                          |
| 181 | Ferdinand Graf von Zeppelin               | 1838-1917              | Nhà phát minh khinh khí cầu                                                              |
| 182 | Nikolaus August Otto                      | 1832-1891              | Nhà phát minh                                                                            |
| 183 | Grete Schickedanz                         | 1911-1984              | Nhà kinh doanh                                                                           |
| 184 | Clara Zetkin                              | 1857-1933              | Nhà hoạt động vì nữ quyền                                                                |
| 185 | Hannah Arendt                             | 1906-1975              | Nhà báo và triết gia                                                                     |
| 186 | Roman Herzog                              | 1934-                  | Tổng thống Cộng hòa Liên bang Đức giai đoạn 1994-1999                                    |
| 187 | Hermann Oberth                            | 1894-1984              | Nhà khoa học tên lửa                                                                     |
| 188 | Karl Valentin                             | 1882-1948              | Diễn viên kịch                                                                           |
| 189 | Frank Schöbel                             | 1942-                  | Ca sĩ                                                                                    |
| 190 | Jakob Fugger                              | 1459-1525              | Nhà kinh doanh                                                                           |
| 191 | Henry Maske                               | 1964-                  | Vận động viên quyền Anh                                                                  |
| 192 | Helmut Zacharias                          | 1920-2002              | Nghệ sĩ violon                                                                           |
| 193 | Michael Ballack                           | 1976-                  | Cầu thủ bóng đá                                                                          |
| 194 | Bernhard Grzimek                          | 1909-1987              | Nhà động vật học                                                                         |
| 195 | Richard Strauss                           | 1864-1949              | Nhà soạn nhạc                                                                            |
| 196 | Edmund Stoiber                            | 1941-                  | Chính trị gia                                                                            |
| 197 | Klaus Störtebeker                         | 1370-1401              | Cướp biển                                                                                |
| 198 | Peter Frankenfeld                         | 1913-1979              | Phát thanh viên                                                                          |
| 199 | Mildred Scheel                            | 1932-1985              | Nhà y học và hoạt động từ thiện                                                          |
| 200 | Claudia Schiffer                          | 1970–                  | Người mẫu                                                                                |